# Miguel Font
Miguel Font Puig (ur. 6 sierpnia 1963 w Andorra la Vella) – andorski narciarz alpejski, olimpijczyk. Brał udział w igrzyskach w roku 1980 (Lake Placid). Nie zdobył żadnych medali. Brat narciarza Carlosa Fonta.

## Letnie Igrzyska Olimpijskie 1980 w Lake Placid
| Konkurencja   | I zjazd | I zjazd | II zjazd | II zjazd | Klas. końcowa | Klas. końcowa |
| Konkurencja   | Czas    | Miejsce | Czas     | Miejsce  | Punkty        | Miejsce       |
| ------------- | ------- | ------- | -------- | -------- | ------------- | ------------- |
| slalom gigant | 1:30,93 | 50.     | AC       | DNF      | AC            | DNF           |
| slalom        | AC      | DNF     | -        | -        | AC            | DNF           |
| zjazd         |         |         |          |          | 2:02,01       | 39.           |